# (21633) Hsingpenyuan
(21633) Hsingpenyuan ist ein Asteroid des inneren Hauptgürtels, der am 13. Juli 1999 an der Lincoln Laboratory Experimental Test Site (ETS) (IAU-Code 704) in Socorro, New Mexico im Rahmen des Projektes Lincoln Near Earth Asteroid Research (LINEAR) entdeckt wurde.
Der Asteroid gehört der Vesta-Familie an, einer großen Gruppe von Asteroiden, benannt nach (4) Vesta, dem zweitgrößten Asteroiden und drittgrößten Himmelskörper des Hauptgürtels. Die zeitlosen (nichtoskulierenden) Bahnelemente von (21633) Mattweegman sind fast identisch mit denjenigen von drei kleineren (wenn man von der absoluten Helligkeit von 16,2, 16,7 und 17,0 gegenüber 14,4 ausgeht) Asteroiden: (144070) 2004 BV46, (258999) 2002 TZ74 und (333499) 2005 CC18.
(21633) Hsingpenyuan wurde am 22. August 2005 nach Hsing Pen-Yuan (* 1986) benannt, einem Schüler der Municipal Lishan Senior High School aus Taipeh, Taiwan, dafür, dass er bei der Intel International Science and Engineering Fair 2005, einem voruniversitären Forschungswettbewerb, in der Kategorie Environmental Sciences Team Project (Gruppenprojekt in den Umweltwissenschaften) mit seinem Mitschüler Huang Wei-Kang den ersten Preis erhalten hatte. Sein Projekt hatte den Titel Enhanced Cooling of Microelectronic Devices by Using the Thermoacoustic Effect (Optimierte Kühlung von mikroelektronischen Komponenten durch Verwendung des thermoakustischen Effekts). Sie qualifizierten sich mit dem Gewinn für den European Union Contest for Young Scientists 2005, der in Moskau stattfand.